# Hannes Wolf (Fußballspieler)
Hannes Wolf (* 16. April 1999 in Graz) ist ein österreichischer Fußballspieler, der beim New York City FC unter Vertrag steht.

## Karriere

### Vereine

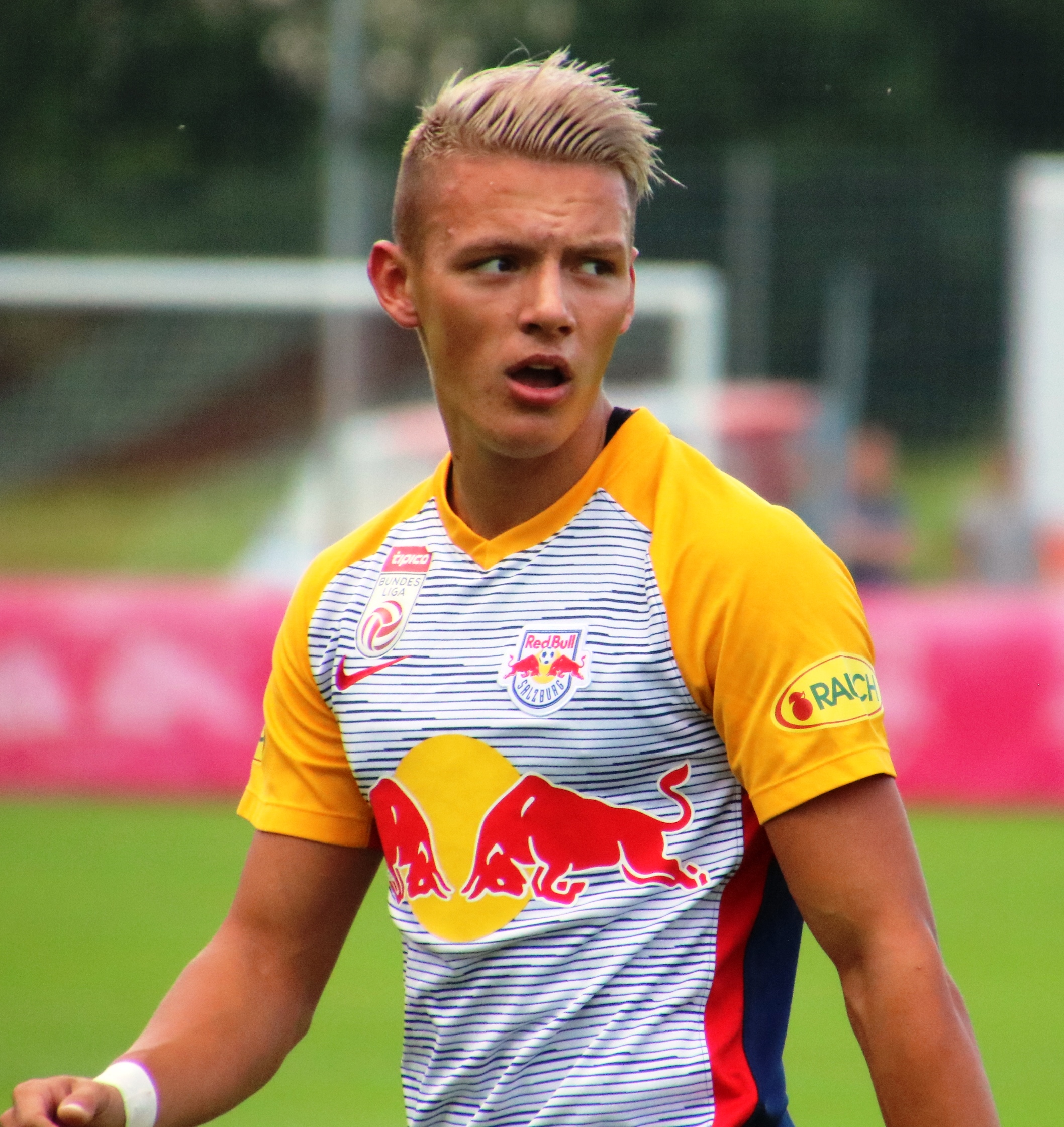
Wolf im Trikot des FC Red Bull Salzburg (2018)

Wolf begann seine Karriere beim SC Seiersberg. 2008 wechselte er zum SV Gössendorf in die damalige vereinsintern untergeordnete Jugendabteilung JAZ GU-Süd. Im Februar 2012 wechselte er aufgrund des Ausscheidens des JAZ GU-Süd zur USV Vasoldsberg, welche die Mannschaften des JAZ GU-Süd zwischenzeitlich aufnahm. Im Sommer 2012 ging er zurück ins JAZ GU-Süd, welches seit Juni desselben Jahres ein eigenständiger registrierter Fußballverein ist. 2014 ging er in die AKA Salzburg. Im Februar 2016 debütierte er für den FC Liefering in der zweiten Liga.
Im Dezember 2016 debütierte er für den FC Red Bull Salzburg, als er am sechsten Spieltag der Europa League 2016/17 gegen den FC Schalke 04 in der 75. Minute für Valentino Lazaro eingewechselt wurde. Hier gelang ihm auch die Vorlage zum Tor von Josip Radošević zum 2:0. Im selben Monat debütierte er auch in der Bundesliga, als er am 20. Spieltag gegen den Wolfsberger AC in der 85. Minute für Takumi Minamino in Spiel gebracht wurde. Sein erstes Bundesligator erzielte er am 5. August 2017 gegen den FC Admira Wacker Mödling.
Mit der U19-Mannschaft des FC Salzburg gewann er in der Saison 2016/17 die UEFA Youth League. Mit sieben Toren und vier Assists belegte er den 3. Platz in der Torschützenwertung des Bewerbs.
Zur Saison 2019/20 wechselte Wolf in die deutsche Bundesliga zu RB Leipzig, wo er einen bis Juni 2024 laufenden Vertrag erhielt. Bei der U21-Europameisterschaft 2019 zog er sich eine Sprunggelenkfraktur zu und musste operiert werden. Am 14. Spieltag der Bundesligasaison 2019/20 konnte der wieder genesene Österreicher dann erstmals für die roten Bullen in einem Pflichtspiel auflaufen. Bis Saisonende kam er zu fünf Bundesligaeinsätzen für Leipzig.
Zur Saison 2020/21 wechselte Wolf zunächst für ein Jahr auf Leihbasis zum Ligakonkurrenten Borussia Mönchengladbach, bei dem er auf den Cheftrainer Marco Rose traf, unter dem er bereits zwei Jahre in Salzburg gespielt hatte. In einem Interview mit der Rheinischen Post äußerte Wolf, im Gegensatz zu seinem Verein, dass für die Gladbacher eine von Einsätzen abhängige Kaufpflicht bestünde. Die Gladbacher sprachen bei der Verpflichtung noch von einer Kaufoption. Anfang Februar 2021 bestätigte der Sport-Geschäftsführer Max Eberl, dass die Kaufverpflichtung eingetreten sei. In seiner ersten Spielzeit in Gladbach kam Wolf zu 32 Einsätzen, in denen er drei Tore erzielte. In der Saison 2021/22 fand sich der Offensivmann aber zumeist auf der Bank wieder, bis zum 19. Spieltag absolvierte er sieben Ligapartien.
Daraufhin wurde Wolf im Jänner 2022 nach Wales zum in der englischen EFL Championship antretenden Swansea City verliehen. Für Swansea kam er zu 19 Einsätzen in der EFL Championship. Zur Saison 2022/23 kehrte er wieder nach Mönchengladbach zurück. Dort kam er in jener Saison zu 18 Einsätzen in der Bundesliga. In der Saison 2023/24 spielte er dann aber keine Rolle mehr und schaffte es nicht ein Mal mehr in den Spieltagskader. Anschließend wechselte er im Jänner 2024 in die Major League Soccer zum New York City FC.

### Nationalmannschaft
Wolf spielte im April 2015 gegen Brasilien erstmals für Österreichs U16-Auswahl. Im Juni 2017 debütierte er für die U21, als er im EM-Qualifikationsspiel gegen Gibraltar in der Startelf stand.
Am 28. September 2017 wurde er von Marcel Koller erstmals in den Kader der A-Nationalmannschaft einberufen.

## Erfolge
- Österreichischer Meister: 2017, 2018, 2019
- Österreichischer Cupsieger: 2017, 2019
- UEFA Youth League: 2017